# 鹿沼カントリー倶楽部
鹿沼カントリー倶楽部とは栃木県鹿沼市および下都賀郡壬生町に所在するゴルフ場である。鹿沼72カントリークラブ、栃木ヶ丘ゴルフ倶楽部とともに鹿沼グループの一つ。鹿沼インターチェンジから4kmに位置する。
比較的距離の短い北コース18ホール、ロングヒッター向きの南コース18ホール、黄金コース9ホールの3コース45ホールからなる。

## 歴史
1963年 工事が開始され、1964年に北コース18ホールが完成、同年10月10日に開場した。1965年に南コース18ホールが開場した。1966年の台風26号で甚大な被害を受けた。1969年8月に株式会社鹿沼カントリー倶楽部
1970年 東北自動車道建設のため、水源地を移転した。1972年、東北自動車道は、岩槻-宇都宮間が開通した。同年、坂田信弘がプロ研修生として入社した。坂田は1976年にプロテストに合格、1977年に倶楽部所属プロとなった。1973年に高松宮高松宮妃夫妻が来場した。1974年に黄金コース9ホールが開場した。
1982年 東北新幹線開通に合わせて、宇都宮駅との間でクラブバスの運行を開始した（現在は、新鹿沼駅、楡木駅のみの運行。）。
1991年 本ゴルフ場を舞台とした漫画、『風の大地』第1巻が発売された。
2004年 民事再生法を申請。